# 에이미 라이트
에이미 라이트(Amy Wright, 1950년 4월 15일 ~ )는 미국의 배우, 전 모델이다.
시카고에서 태어났다.

## 출연 작품
- 뉴욕에서 착하게 살아가는 법 (2010년)
- 시네도키, 뉴욕 (2007년)
- 굿 셰퍼드 (2006년)
- 조이 더 킹 (1999년)
- 톰과 허크 (1995년)
- 주홍글씨 (1995년)
- 댐 Vs 노엘 (1993년)
- 하얀 개와 춤을 (1993년)
- 최종 판결 (1991년)
- 사랑의 약속 (1991년)
- FBI 기동 타격대 3 (1991년)
- 행복했던 여자 (1991년)
- 미스 파이어크랙커 (1989년)
- 결혼 소동 (1988년)
- 우연한 방문객 (1988년)
- 별난 경찰관 (1986년)
- 인사이드 무브 (1980년)
- 스타더스트 메모리스 (1980년)
- 와이즈 블러드 (1979년)
- 하트랜드 (1979년)
- 아미티빌의 저주 (1979년)
- 디어 헌터 (1978년)